# جلال أباد (فراهان)
جلال أباد (بالفارسية: جلال‌آباد) هي قرية تقع في مركزي في إيران. يقدر عدد سكانها بـ 97 نسمة.